# Cyclodictyon subtortifolium
Cyclodictyon subtortifolium är en bladmossart som beskrevs av William Russell Buck 1987. Cyclodictyon subtortifolium ingår i släktet Cyclodictyon och familjen Hookeriaceae. Inga underarter finns listade i Catalogue of Life.